# Едвард Гібсон, 1й барон Ешборн

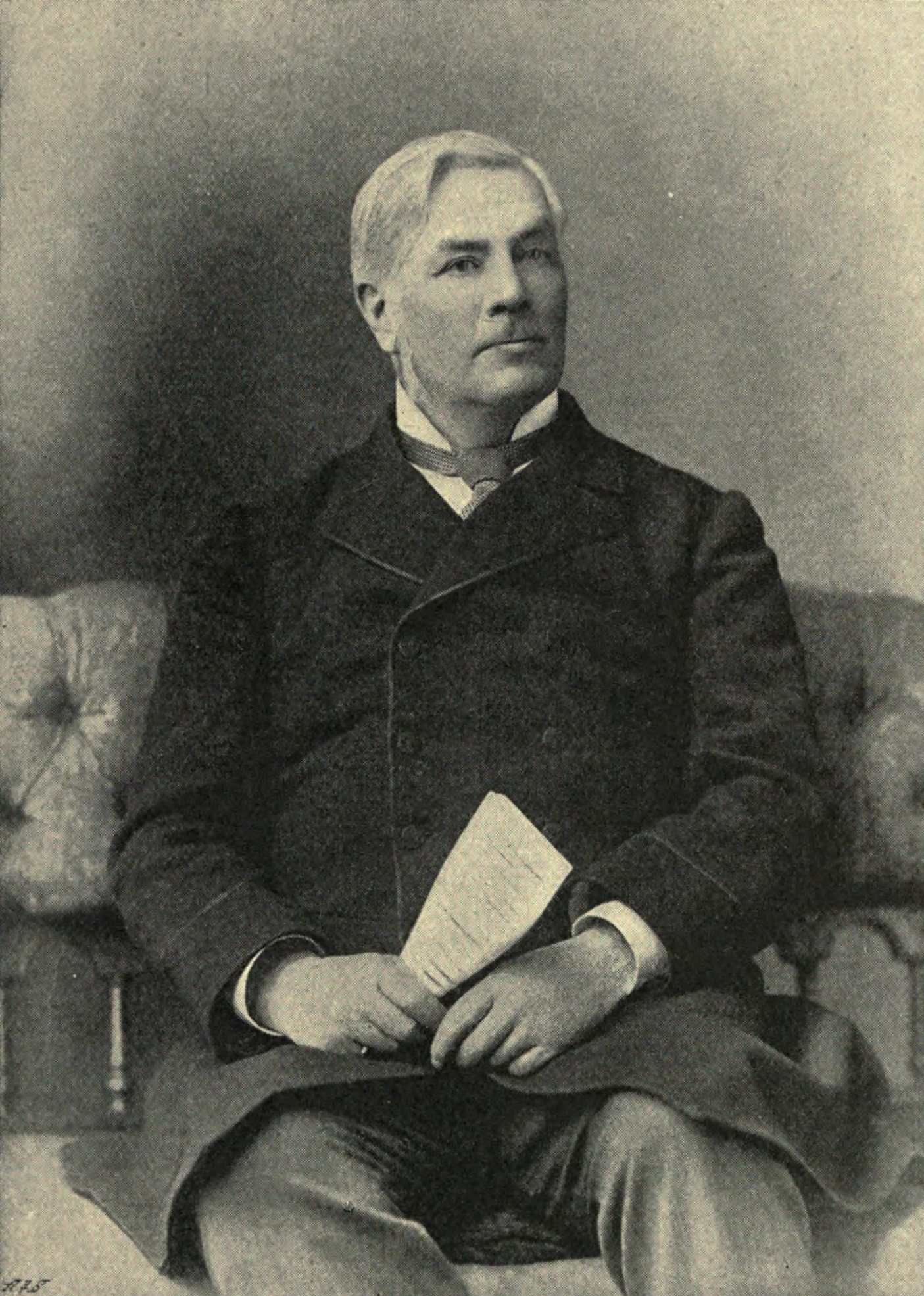
Едвард Гібсон, І барон Ешборн.

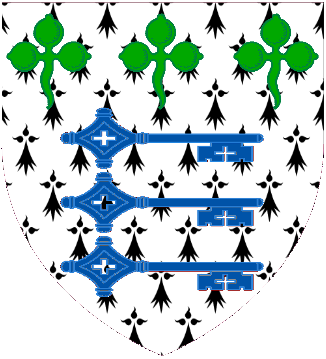
Герб баронів Ешборн.

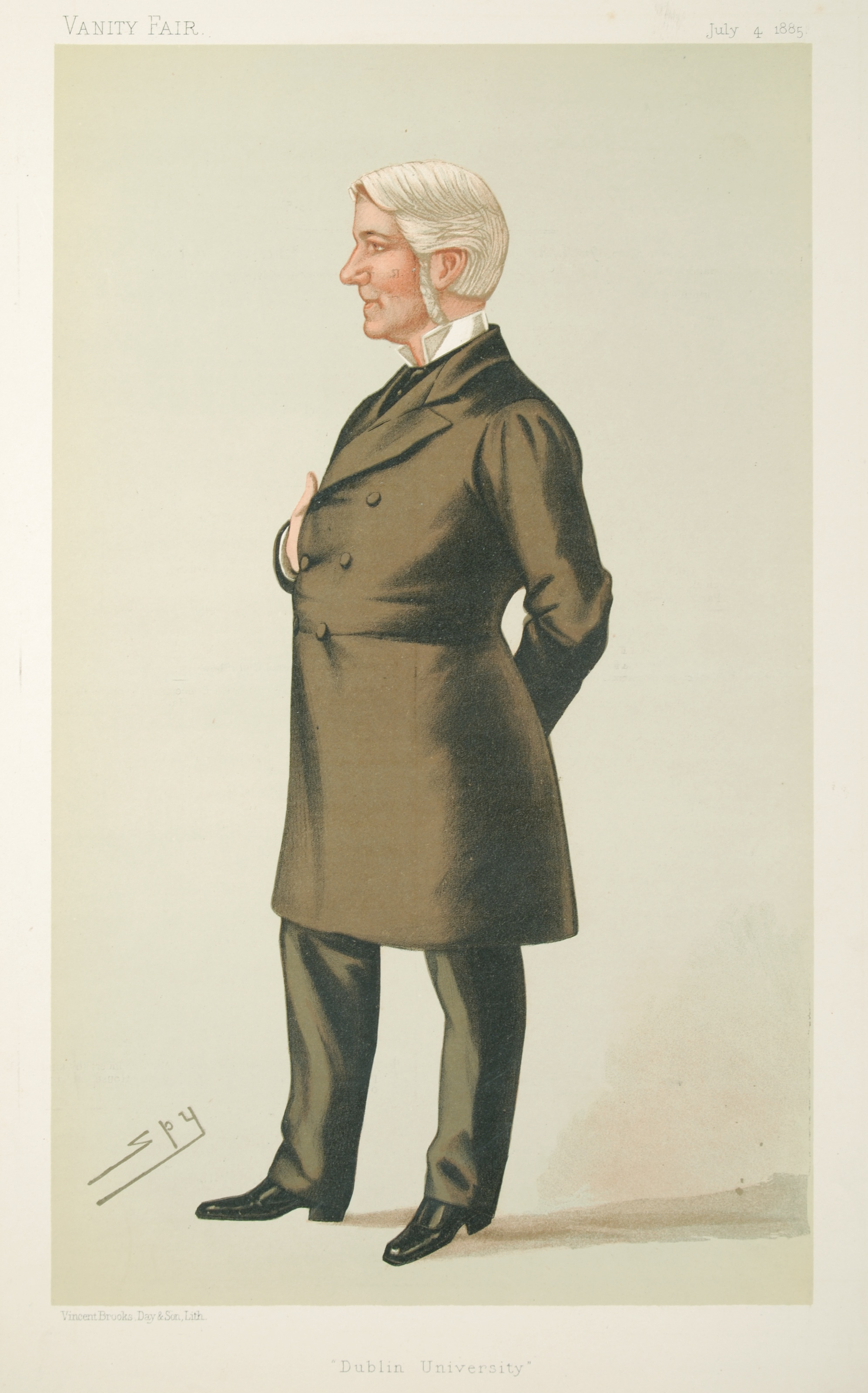
Лорд Ешборн. Карикатура 1885 року.

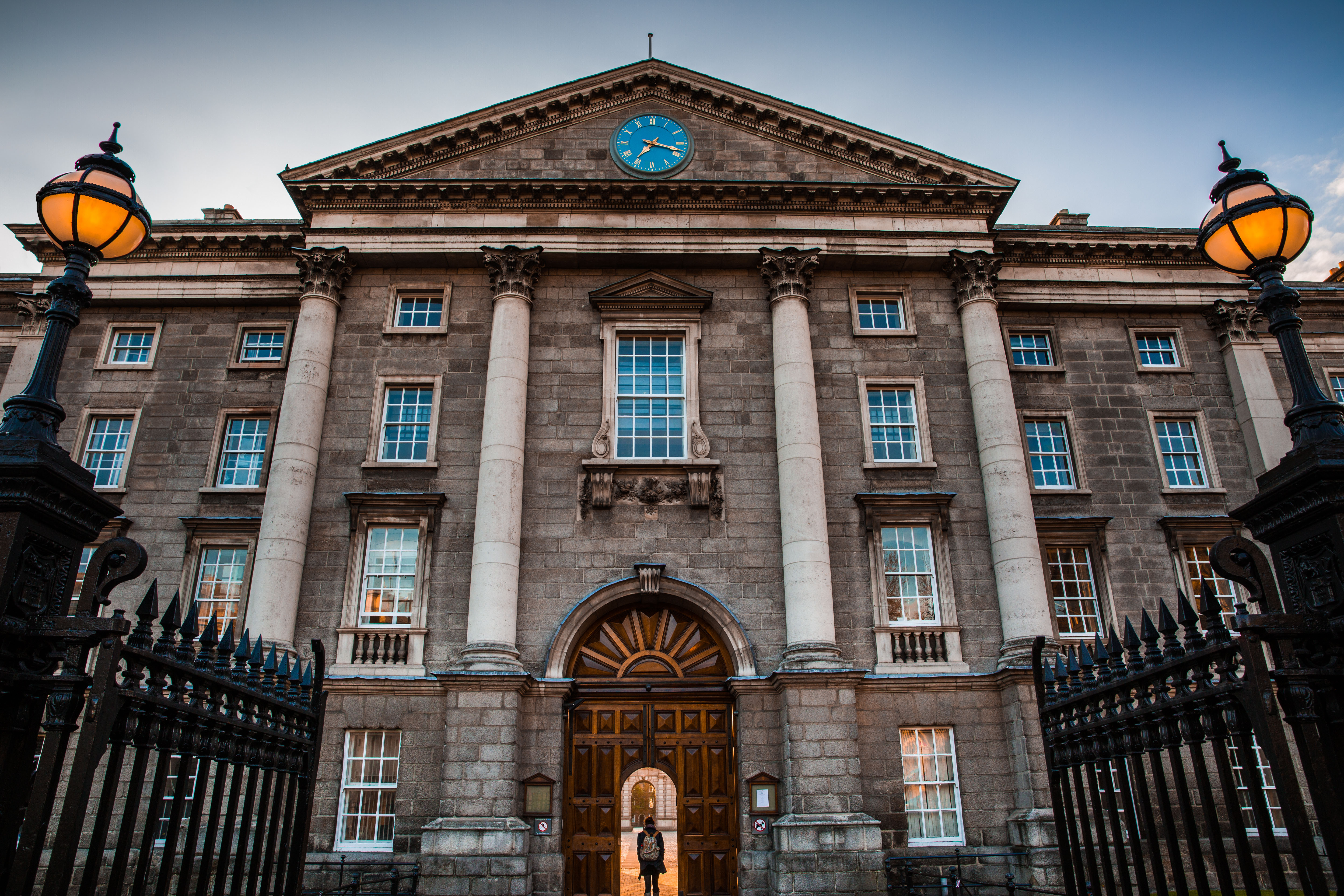
Трініті-коледж, Дублін.

Едвард Ґібсон (4 вересня 1837 — 22 травня 1913) — І барон Ешборн, відомий англо-ірландський юрист, адвокат, прокурор, суддя, політик, державний діяч, депутат парламенту Об'єднаного Королівства Великобританії та Ірландії. Належав до консервативної партії. Володів посадою лорд-канцлера Ірландії.

## Життєпис

### Походження
Едвард Гібсон народився в Дубліні у будинку за адресою Мерріон-сквер, 22. Він був сином юриста Вільяма Гібсона (1808 – 1872) з Рокфоресту, графство Тіпперері та його першої дружини Луїзи, доньки Джозефа Гранта, адвоката з Дубліна. Він був старшим братом Джона Джорджа Гібсона, що також був видатним юристом і суддею Високого суду. 

### Освіта
Едвард Гібсон здобув освіту в Трініті-коледжі Дубліна, отримавши ступінь бакалавра в 1858 році, отримавши золоту медаль з історії, англійської літератури та політології. Він також був аудитором і володарем золотої медалі Історичного товариства коледжу, а в 1883 році став його президентом.

### Кар’єра
Після того, як у 1860 році Едвард Гібсон почав працювати в ірландській колегії адвокатів, у 1872 році він став радником королеви, а через три роки був обраний депутатом парламенту Об’єднаного Королівства Великобританії та Ірландії від Консервативної партії від Дублінського університету після невдалої боротьби за депутатський мандат у графстві Вотерфорд. Користуючись заступництвом Бенджаміна Дізраелі, сера Стаффорда Норткота та лорда Рендольфа Черчилля, він був призначений генеральним прокурором Ірландії в 1877 році, потім став радником Таємної Ради Ірландії, потім був призначений лорд-канцлером Ірландії в 1885 році, ставши британським таємним радником того ж року. Після свого призначення лорд-канцлером Ірландії Едвард Гібсон отримав титул пера як барон Ешборн з Ешборна, що в графстві Міт у 1885 році. Він майже одноосібно відповідав за розробку Закону про купівлю землі в Ірландії 1885 року, що став широко відомий як Закон Ешборна.
Він пішов у відставку з посади лорда-канцлера Ірландії в лютому 1886 року після повернення лібералів до влади, але був знову призначений лордом Солсбері в серпні того ж року. Протягом наступних двадцяти років (з коротким інтервалом у три роки, коли Гладстон повернувся до влади в 1892 році), лорд Ешборн обіймав посаду лорд-канцлера Ірландії, нарешті пішов у відставку у віці 68 років. Його високо цінували як суддю навіть у час, коли Ірландський суд  може похвалитися такими видатними суддями, як Джеральд ФітцГіббон, Г'ю Холмс і Крістофер Паллес. Принаймні частково завдяки його президентству Апеляційний суд Ірландії здобув репутацію найсильнішого суду, який коли-небудь засідав в Ірландії.

### Родина
Лорд Ешборн одружився з Френсіс Марією Аделаїдою Коллз (1849 – 1926), донькою адвоката Генрі Джонатана Коп Коллза та його дружини Елізабет Мері, дочки Джона Мейна з Дубліна. Шлюб відбувся в 1868 році. Леді Ешборн була племінницею Джона Доусона Мейна та онукою Авраама Коллза, її сестра Анна вийшла заміж за іншого видатного суддю сера Едмунда Томаса Б’юлі. 
Едвард та Френсіс жили на площі Фіцвільям і народили чотирьох синів, старшим сином і спадкоємцем був Вільям Гібсон, ІІ барон Ешборн, і чотирьох дочок. Одна з їхніх доньок, Вайолет Гібсон, зробила спробу вбити Беніто Муссоліні в 1926 році. Лорд Ешберн помер у Лондоні в 1913 році та був кремований у крематорії Голдерс-Грін, а його прах поміщений на цвинтарі Маунт-Джером у Дубліні. У Дубліні він належав до клубу джентльменів «Кілдер Стріт Клаб». 